# Michael Krmenčík
Michael Krmenčík (ur. 15 marca 1993 w Kraslicach) – czeski piłkarz grający na pozycji napastnika w Slavii Praga.

## Kariera piłkarska
Swoją karierę piłkarską Krmenčík rozpoczął w klubie Viktoria Pilzno. W 2010 roku awansował do kadry pierwszej drużyny i 15 kwietnia 2011 zadebiutował w niej w pierwszej lidze czeskiej w wygranym 3:0 wyjazdowym meczu z 1. FK Příbram. W debiutanckim sezonie wywalczył mistrzostwo Czech.
Na początku 2012 Krmenčík został wypożyczony do drugoligowego Baníka Sokolov, w którym swój debiut zaliczył 4 marca 2012 w przegranym 0:1 wyjazdowym meczu z 1. FC Brno. W Baníku grał przez pół roku.
Latem 2012 Krmenčíka wypożyczono do innego drugoligowca, Zenitu Čáslav. W nim swój debiut zanotował 4 sierpnia 2012 w zremisowanym 0:0 wyjazdowym meczu z FC MAS Táborsko. Z Zenitem spadł do trzeciej ligi.
W 2013 roku Krmenčíka ponownie wypożyczono do klubu z drugiej ligi, tym razem do Graffinu Vlašim. Zadebiutował w nim 10 sierpnia 2013 w wygranym 1:0 domowym meczu z FK Pardubice. Jeszcze w trakcie sezonu 2013/2014 Krmenčík trafił na wypożyczenie do pierwszoligowego Baníka Ostrawa. Zadebiutował w nim 2 marca 2014 w przegranym 0:1 wyjazdowym meczu z FK Jablonec.
Latem 2014 Krmenčík został wypożyczony z Viktorii do Dukli Praga, w której swój debiut zaliczył 25 lipca 2014 w zremisowanym 0:0 domowym meczu z Baníkiem Ostrawa. W Dukli grał do końca 2015 roku.
Na początku 2016 roku Krmenčík wrócił do Viktorii, w której stał się podstawowym napastnikiem. W sezonie 2015/2016 wywalczył mistrzostwo, a w sezonie 2016/2017 – wicemistrzostwo Czech.
| Sezon   | Klub            | Kraj   | Rozgrywki          | Mecze | Gole |
| ------- | --------------- | ------ | ------------------ | ----- | ---- |
| 2010/11 | Viktoria Pilzno | Czechy | 1. liga            | 1     | 0    |
| 2011/12 | Viktoria Pilzno | Czechy | 1. liga            | 0     | 0    |
| 2011/12 | Baník Sokolov   | Czechy | 2. liga            | 12    | 1    |
| 2012/13 | Zenit Čáslav    | Czechy | 2. liga            | 19    | 2    |
| 2013/14 | Graffin Vlašim  | Czechy | 2. liga            | 12    | 1    |
| 2013/14 | Baník Ostrawa   | Czechy | 1. liga            | 11    | 2    |
| 2014/15 | Dukla Praga     | Czechy | 1. liga            | 13    | 3    |
| 2015/16 | Dukla Praga     | Czechy | 1. liga            | 12    | 5    |
| 2015/16 | Viktoria Pilzno | Czechy | 1. liga            | 17    | 2    |
| 2016/17 | Viktoria Pilzno | Czechy | 1. liga            | 26    | 10   |
| 2017/18 | Viktoria Pilzno | Czechy | 1. liga            | 24    | 16   |
| 2018/19 | Viktoria Pilzno | Czechy | 1. liga            | 13    | 7    |
| 2019/20 | Viktoria Pilzno | Czechy | 1. liga            | 20    | 10   |
| 2019/20 | Club Brugge     | Belgia | Eerste klasse A    | 6     | 0    |
| 2020/21 | Club Brugge     | Belgia | Eerste klasse A    | 9     | 3    |
| 2020/21 | PAOK FC         | Grecja | Superleague Ellada | 22    | 4    |

## Kariera reprezentacyjna
Krmenčík grał w młodzieżowych reprezentacjach Czech na różnych szczeblach wiekowych. W reprezentacji Czech zadebiutował 11 listopada 2016 roku w wygranym 2:1 meczu eliminacji do MŚ 2018 z Norwegią. W 11. minucie tego meczu zdobył debiutanckiego gola w kadrze narodowej.